# Samdrup Jongkhar (district)
Pour les articles homonymes, voir Samdrup Jongkhar.
Samdrup Jongkhar est l'un des 20 dzongkhags (district) qui constituent le Bhoutan.

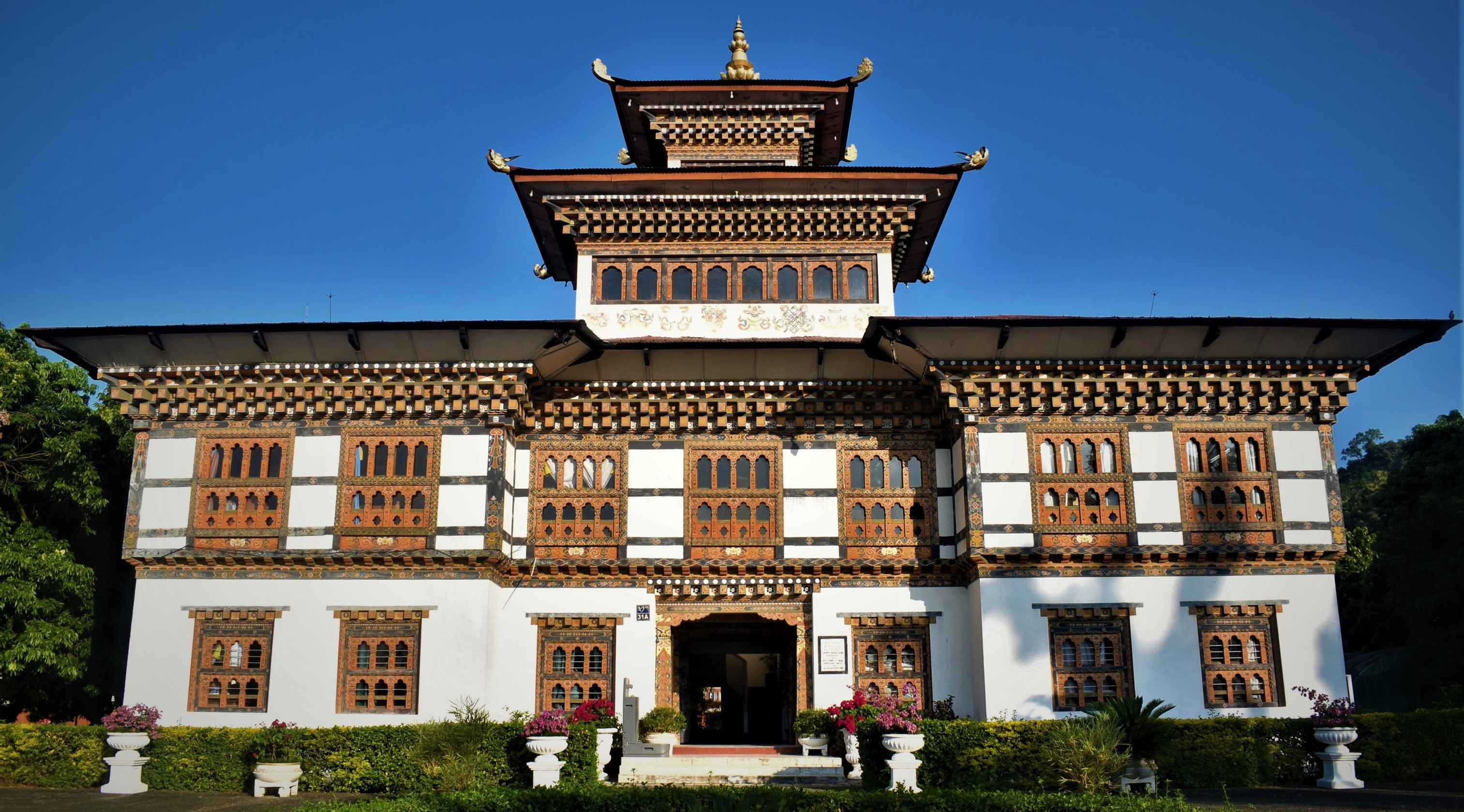
Le Samdrup Jongkhar Dzong a été inauguré par S.E. Lyonpo T. Jagar, honorable ministre de l'Intérieur le 24 novembre 1983.

## Représentation à l'Assemblée nationale
Le district comporte deux circonscriptions législatives. Les députés actuels sont Tshering Penjor (BTP) et Yonten Phuntsho (PDP).
| Code   | Nom                    | Electeurs enregistrés |
| ------ | ---------------------- | --------------------- |
| NA1101 | Dewathang Gomdar       | 13 429                |
| NA1102 | Jomotsangkha Martshala | 10 153                |

| Élection  | Circonscription | Circonscription | Circonscription | Circonscription | Circonscription | Circonscription  |
| Élection  | NA1101          | NA1101          | NA1101          | NA1102          | NA1102          | NA1102           |
| Élection  | Parti           | Parti           | Député          | Parti           | Parti           | Député           |
| --------- | --------------- | --------------- | --------------- | --------------- | --------------- | ---------------- |
| 2008      |                 | DPT             | Ugyen Dorji     |                 | DPT             | Norbu Wangzom    |
| 2013      |                 | PDP             | Mingbo Dukpa    |                 | PDP             | Pelzang Wangchuk |
| 2018      |                 | DPT             | Ugyen Dorji     |                 | DPT             | Norbu Wangzom    |
| 2023-2024 |                 | BTP             | Tshering Penjor |                 | PDP             | Yonten Phuntsho  |